# SC Tavriya Simferopol
El SC Tavriya Simferopol (en ucraniano: СК «Таврія» Сімферополь, en ruso: СК «Таврия» Симферополь) es un club de fútbol profesional ucraniano situado en Simferópol, capital de Crimea, territorio oficialmente (de iure) parte de Ucrania, sin embargo, desde marzo de 2014 administrado de facto por la Federación Rusa. Actualmente juega en la Druha Liha, en la tercera categoría del país.
Fue fundado en 1958, jugó en las divisiones de la URSS e incluso formó parte de la máxima categoría soviética en la temporada de 1981, aunque la mayoría de las veces estuvo en segunda. En 1992 pasó al sistema de ligas ucraniano y se proclamó campeón de Primera División en su primera edición, al ganar en la final al Dinamo de Kiev.
El nombre del club hace referencia a la denominación histórica de Crimea, Táurica (Tavriya). Sus colores tradicionales son el azul y el blanco y disputan sus partidos oficiales como local en el estadio Lokomotiv.
En 2014 tras la anexión de Crimea a Rusia el club se disolvió y se fundó uno nuevo denominado FC TSK Simferopol. Sin embargo, en junio de 2015, la Federación de Fútbol de Ucrania anunció que restablecería el club y que su nuevo hogar sería Jersón. El 29 de agosto de 2016, el club se agregó al Grupo 2 de la Liga Amateur de Fútbol Ucraniana 2016-17. El club renovado tiene su sede en Beryslav, Óblast de Jersón, por razones de seguridad.

## Historia

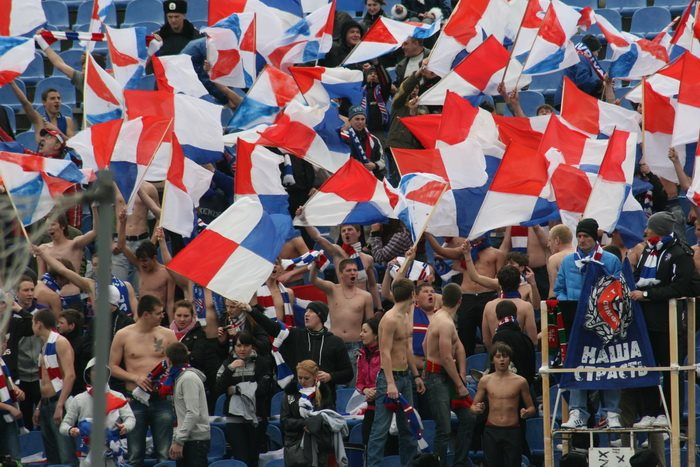
Aficionados del Tavriya en 2011

El equipo fue fundado en 1958 con el nombre de "Avanhard" (vanguardia) e ingresó en la segunda categoría del sistema de ligas de fútbol de la URSS, en representación de Crimea. Debutó en partido oficial el 20 de abril frente al Shinnik Yaroslavl (0:0). Su nombre actual, referencia a la denominación histórica de la región, se introdujo en 1963. Después se vio afectado por la reestructuración del torneo y bajó a la tercera categoría, donde quedó encuadrado con clubes de la república socialista de Ucrania.
En la temporada 1973 ascendió a la segunda división soviética (Primera Liga) y en 1980 finalizó líder. Al curso siguiente formó parte de la Primera División de la URSS pero solo duró un año, pues descendió en penúltima posición. Aunque sus resultados empeoraron con el paso del tiempo, en 1985 y 1987 fue campeón del grupo ucraniano de tercera categoría. Cuando la URSS se disolvió en 1991, finalizó sexto en Primera Liga. Y gracias a esa buena clasificación pudo formar parte de la nueva Liga Premier de Ucrania.
El Tavriya Simferopol fue campeón de la temporada 1992, considerada de transición: terminó líder de su grupo en la fase regular y en la gran final, a partido único, derrotó al Dinamo de Kiev por 1:0 con un gol del capitán Serhiy Shevchenko. Además, su ariete Yuriy Hudymenko fue el máximo goleador del curso. Hasta la fecha es el único equipo que ha roto el dominio doméstico del Dinamo y del Shajtar Donetsk en cuanto a palmarés. Su desempeño empeoró en las campañas siguientes y el último título fue la Copa de Ucrania de 2009-10, conseguida por 3:2 frente al Metalurg Donetsk.

## Estadio

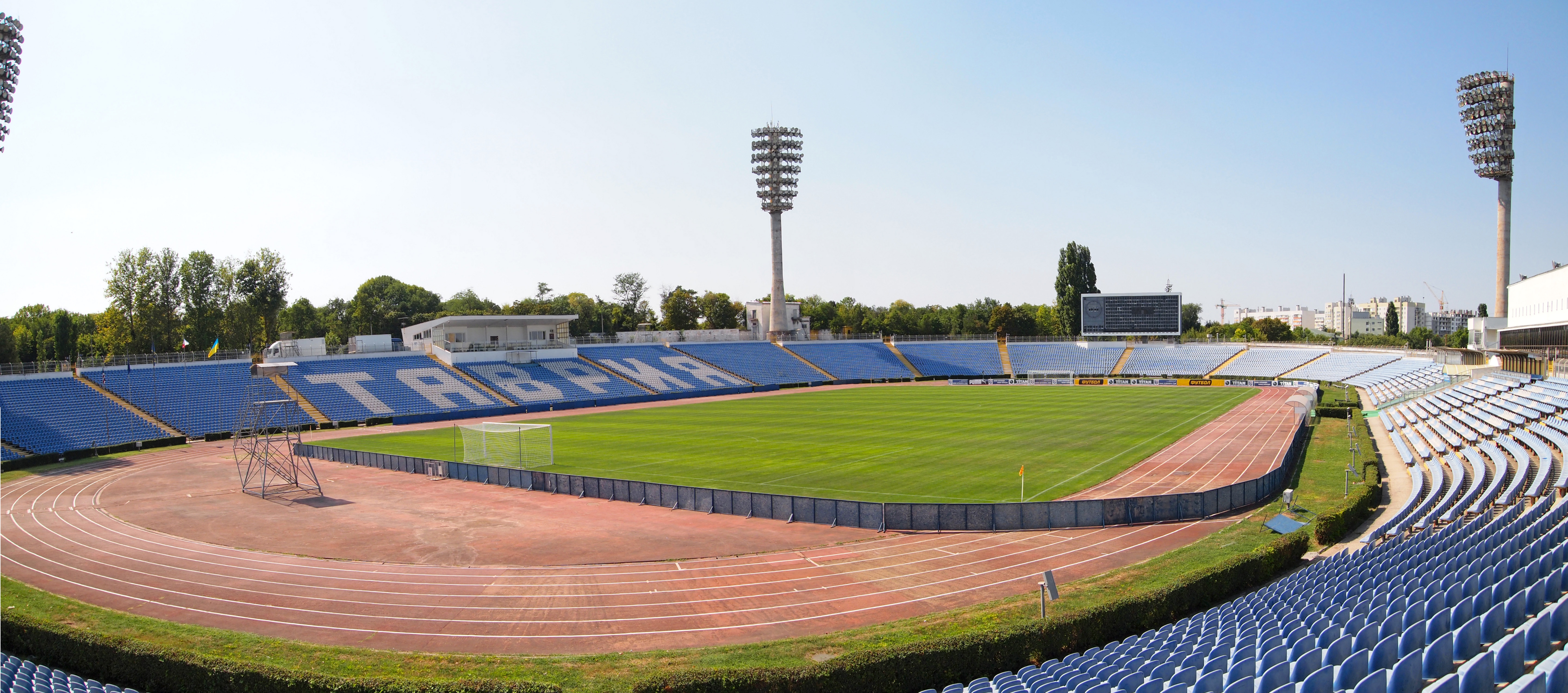
Interior del Estadio Lokomotiv de Simferópol.

El Tavriya Simferopol disputa sus partidos como local en el Complejo Deportivo Republicano Lokomotiv de Simferópol, con capacidad para 19.978 espectadores. Fue construido en 1967 y remodelado en 2004. El terreno de juego está rodeado por una pista de atletismo que lo separa de las gradas.
Fue sede de la selección de la Unión Soviética durante la fase de clasificación para la Eurocopa 1988 en los partidos ante Noruega e Islandia. También albergó un encuentro clasificatorio para la Copa Mundial de Fútbol de 1990 contra Turquía.

## Palmarés

### Torneos nacionales
- Liga Premier de Ucrania: 1

1992
- Campeonato de la RSS de Ucrania: 3

1973, 1985, 1987
- Copa de Ucrania : 1

2010
- Primera Liga Soviética: 1

1980
- Copa Soviética de Ucrania: 1

1974

## Participación en competiciones de la UEFA
| Temporada | Torneo                | Ronda          | Club             | Casa | Visita | Global       |
| --------- | --------------------- | -------------- | ---------------- | ---- | ------ | ------------ |
| 1992/93   | UEFA Champions League | Clasificatoria | Shelbourne       | 2–1  | 0–0    | 2–1          |
| 1992/93   | UEFA Champions League | 1              | Sion             | 1–3  | 1–4    | 2–7          |
| 2008      | UEFA Intertoto Cup    | 2              | Tiraspol         | 3–1  | 0–0    | 3–1          |
| 2008      | UEFA Intertoto Cup    | 3              | Stade Rennais    | 1–0  | 0–1    | 1–1 (9–10 p) |
| 2010/11   | UEFA Europa League    | Play-off       | Bayer Leverkusen | 1–3  | 0–3    | 1–6          |

## Entrenadores
| - Valentin Bubukin (1970–72) - Vadim Ivanov (1979) - Anatoliy Polosin (1980–81) - Igor Volchok (1982) - Anatoliy Kon'kov (1983–84) - Gennady Logofet (1984) - Anatoliy Kon'kov (1985) - Anatoliy Polosin (1986) - Vyacheslav Solovyov (1987–88) - Mykola Pavlov (1989–90) - Anatoliy Zayaev (1991 –93) - Oleksandr Radosavlyevych (1993–94) - Pavlo Kostin (1994) - Andriy Cheremysin (1994) - Vitaliy Shalychev (1995) |  | - Ruvyn Aronov (interino) (1995) - Valeriy Shvedyuk (interino) (1995) - Anatoliy Zayaev (1995) - Iván Balan (1996) - Serhiy Shevchenko (1996) - Mykola Pavlov (1997) - Valeriy Shvedyuk (1997) - Iván Balan (interino) (1997) - Iván Balan (1997 –98) - Viktor Hrachov (1998) - Valeriy Petrov (1999) - Anatoly Korobochka (1999) - Volodymyr Muntyan (2000) - Oleksandr Ischenko (2000 –2001) - Anatoliy Zayaev (2001) |  | - Valeriy Petrov (2001 – 2002) - Anatoliy Zayaev (2002 – 2004) - Mykola Pavlov (2004) - Oleh Fedorchuk (2004–2005) - Mykhaylo Fomenko (2006 –2008) - Serhiy Puchkov (2008 –2010) - Valeriy Petrov (interino) (2010–2011) - Semen Altman (2011 –2012) - Oleh Luzhnyi (2012 –2013) - Giannis Christopoulos (2013) - Nikolai Kostov (2014) - ninguno durante la anexión rusa de Crimea (2014–2016) - Sergei Shevchenko (2016 – presente) |